# Lukin River
Lukin River är ett vattendrag i Australien. Det ligger i delstaten Queensland, omkring 1 700 kilometer nordväst om delstatshuvudstaden Brisbane.
Omgivningarna runt Lukin River är huvudsakligen savann. Trakten runt Lukin River är nära nog obefolkad, med mindre än två invånare per kvadratkilometer. Genomsnittlig årsnederbörd är 1 386 millimeter. Den regnigaste månaden är mars, med i genomsnitt 365 mm nederbörd, och den torraste är augusti, med 1 mm nederbörd.